# U.S. Route 91
La U.S. Route 91 o Ruta Federal 91 (abreviada US 91) es una autopista federal ubicada en el estado de Idaho. La autopista inicia en el sur desde la frontera con Utah hacia el norte en Idaho Falls. La autopista tiene una longitud de 115,4 km (71.7 mi).

## Mantenimiento
Al igual que las carreteras estatales, las carreteras interestatales, y el resto de rutas federales, la U.S. Route 91 es administrada y mantenida por el Departamento de Transporte de Idaho por sus siglas en inglés ITD.

## Cruces
La U.S. Route 91 es atravesada principalmente por la Interestatal 15.